# Belonectes stoddarti
Belonectes stoddarti is een pissebed uit de familie Munnopsidae. De wetenschappelijke naam van de soort is voor het eerst geldig gepubliceerd in 2009 door Malyutina & Brandt.